# 吉布森鎮區 (印地安納州華盛頓縣)
吉布森鎮區（英語：Gibson Township）是位於美國印地安納州華盛頓縣的一個行政鎮區。

## 地方資料
根據2010年美國人口普查的數據，吉布森鎮區的面積為132.40平方千米，當中陸地面積為132.00平方千米，而水域面積為0.40平方千米。當地共有人口1176人，而人口密度為每平方千米8.88人。